# Sara Kärrholm
Sara Kärrholm, född 1974, är docent i litteraturvetenskap och verksam som lektor vid Institutionen för kulturvetenskaper vid Lunds universitet.

## Biografi
Sara Kärrholm disputerade 2005 i litteraturvetenskap vid Lunds universitet med avhandlingen Konsten att lägga pussel: deckaren och besvärjandet av ondskan i folkhemmet. Kärrholms forskar om litteratur och bokmarknad, genus, genrer och värdering. Kärrholm intresserar sig för kriminallitteratur och andra populärlitterära genrer, samt barn- och ungdomslitteratur.